# Ford Transit
De Ford Transit is de bestelwagen van de Europese divisie van het Amerikaanse automerk Ford.
De bus werd voor het eerst gemaakt in 1965 en 40 jaar later waren er 5 miljoen exemplaren van gemaakt. Inmiddels zijn er meer dan 8 miljoen van verkocht, wat de Transit de derde plek bezorgt van best verkopende bestelwagen aller tijden. Er zijn reeds vijf generaties Transits geproduceerd. In 2001 werd het model uitgeroepen tot Van of the Year. Twee jaar later, in 2003, zou het die titel nogmaals behalen met de nieuwe kleinere versie: de Transit Connect. De auto wordt gebruikt voor allerlei doeleinden: als bestelwagen, minibus, ambulance. Ook is het een populair onderstel voor kampeerauto's. In 2013 verscheen de nieuwste versie.
De eerste generaties van de Transit werden vermarkt in West-Europa en Australië. Aan het eind van de twintigste eeuw werd de Transit bijna wereldwijd verkocht, met uitzondering van Noord-Amerika. Tot 2015 werd hier de Ford E-series verkocht. In 2013 verscheen de Transit op de Noord-Amerikaanse markt om de E-series geleidelijk uit te faseren.
Van 1965 tot 2004 werd de Ford Transit gemaakt in de Belgische Ford fabriek te Genk. In de jaren 1970 tot aan 1981 werd de Ford Transit ook in Nederland geassembleerd in de Nederlandse Fordfabriek, Amsterdam Assembly.

## Taunus Transit

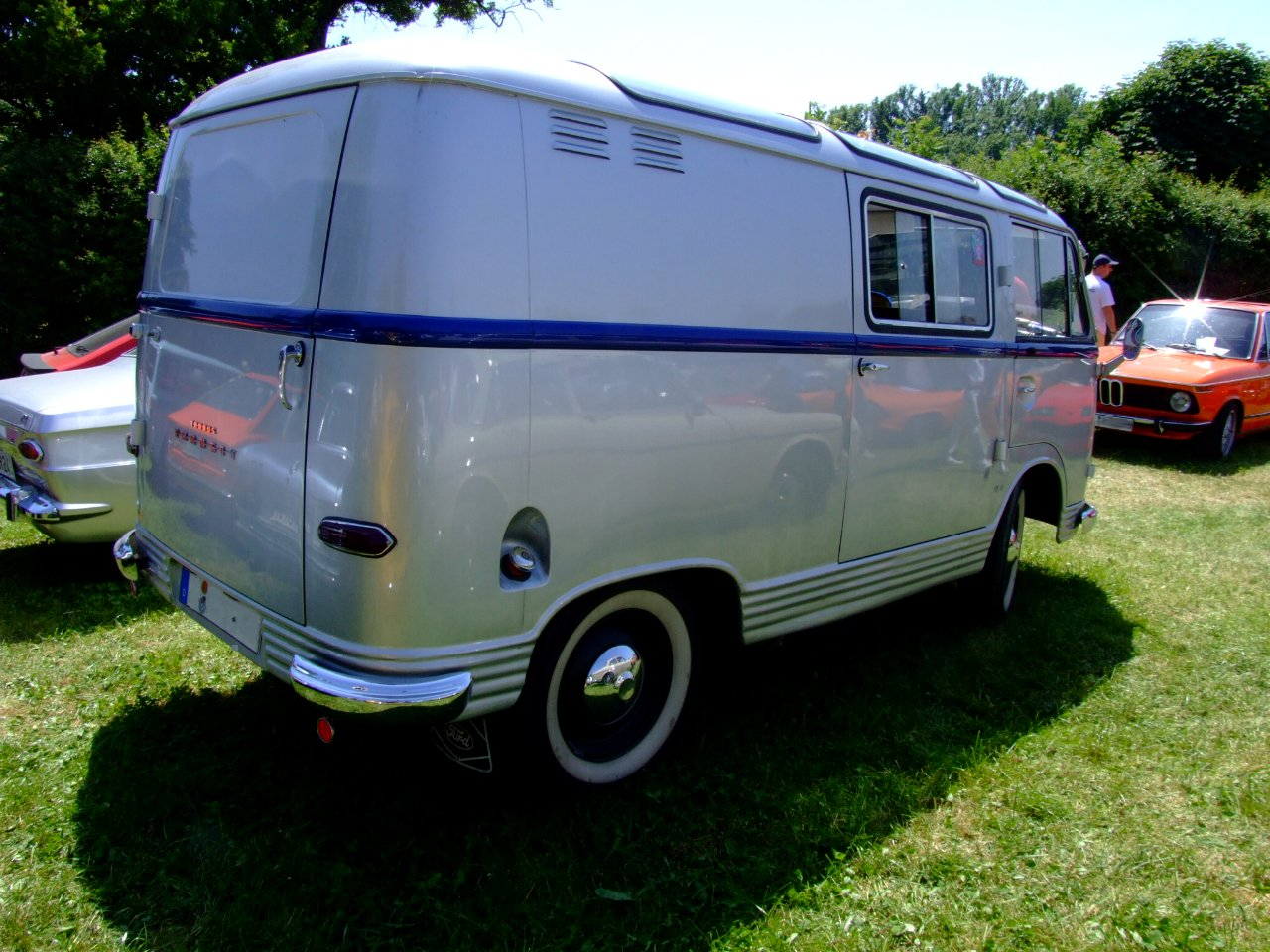
Ford Taunus Transit

De eerste bestelwagen die de naam Transit voerde, was de in Duitsland geproduceerde Ford Taunus FK 1000 / FK 1200. Deze werd gebouwd tussen 1953 en 1966, waarbij FK stond voor Ford Keulen. De FK 1000-versie mocht 1000 kg vervoeren en had een viercilinder 1,2 liter motor uit de Ford Taunus aan boord. In 1955 werd de motorinhoud vergroot naar 1,5 liter. Vanaf 1961 zou het model voluit Ford Taunus Transit gaan heten.
Vanaf de tweede generatie zou de aanduiding Taunus worden gescheiden en alleen voor de personenwagens worden gebruikt. Hierbij werd tevens de naam Transit geïntroduceerd als naam voor de bestelwagens van Ford.
Volgens sommigen zou deze generatie als Mark I aangeduid moeten worden. In 1994 heeft Ford zelf hierover duidelijkheid gegeven en is de pre-facelift versie van de tweede generatie (1965 - 1977) aangewezen als Mark I.

## Transit I (1965 - 1977)
De eerste generatie Transit, ook wel Transit Mark I genoemd in het Verenigd Koninkrijk, werd geïntroduceerd in oktober 1965. Deze generatie verving niet alleen de Ford Taunus Transit die werd geproduceerd door Ford Keulen, maar ook de Ford Thames 400E die in het Verenigd Koninkrijk werd verkocht. De Transit was de eerste samenwerking tussen de Duitse Ford-Werke GmbH en Ford of Britain, die in 1967 leidde tot de oprichting van Ford of Europe. Deze generatie Transits bleef tot 1978 vrijwel ongewijzigd. Pas tien volgde een grote facelift. Hierna bleef de auto nog eens tien jaar in productie, totdat hij werd vervangen door een geheel nieuwe generatie op een nieuw platform.

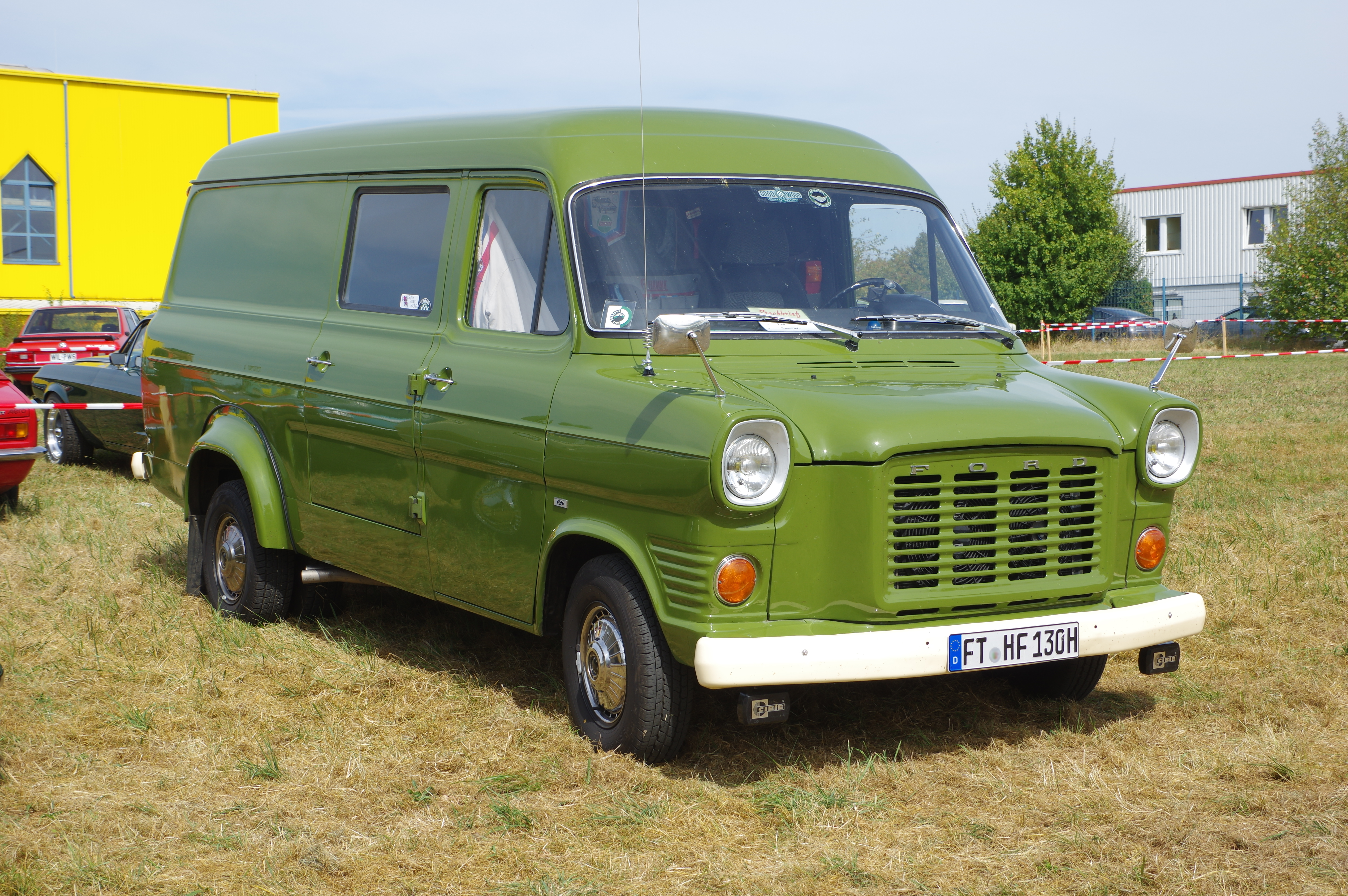
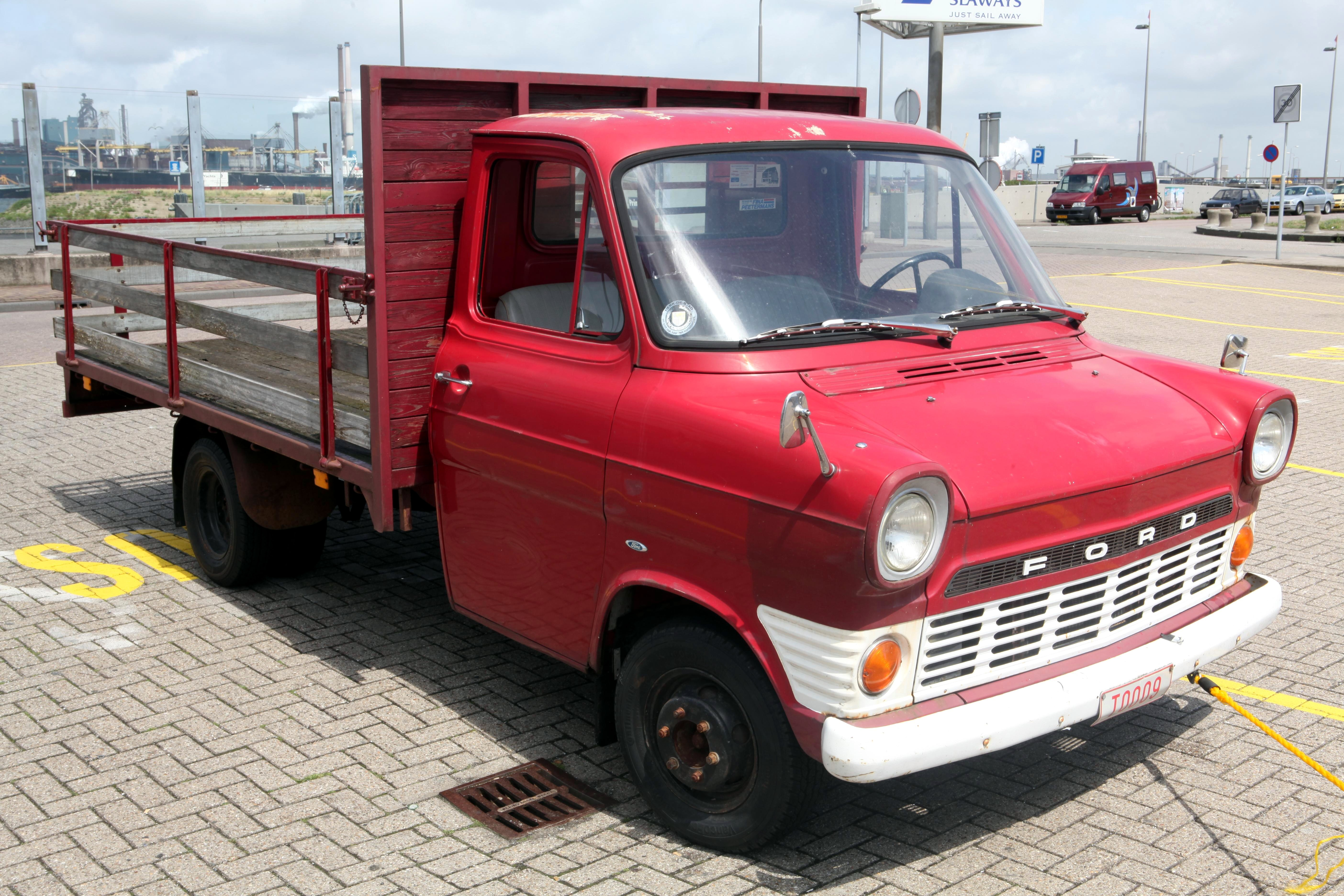
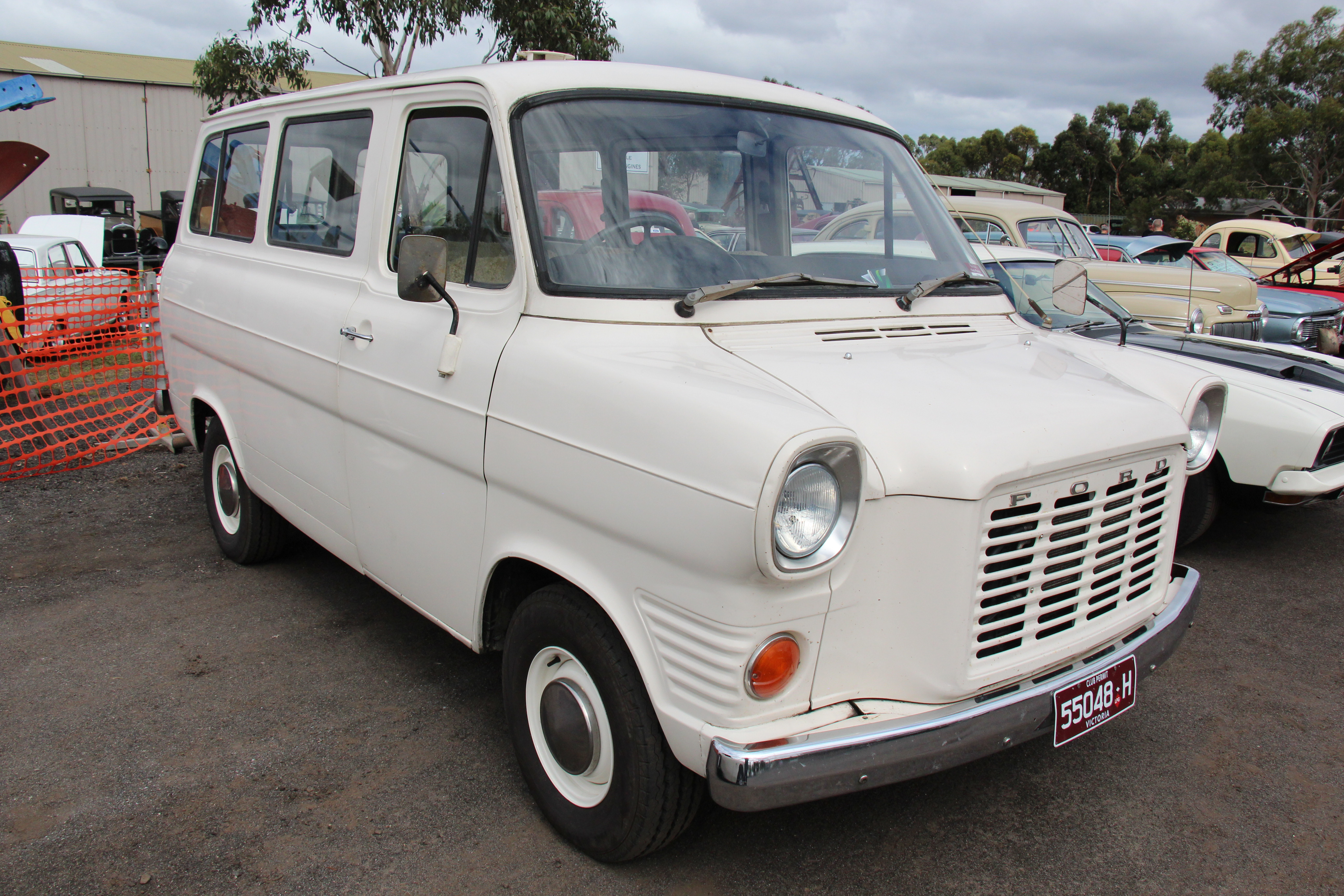
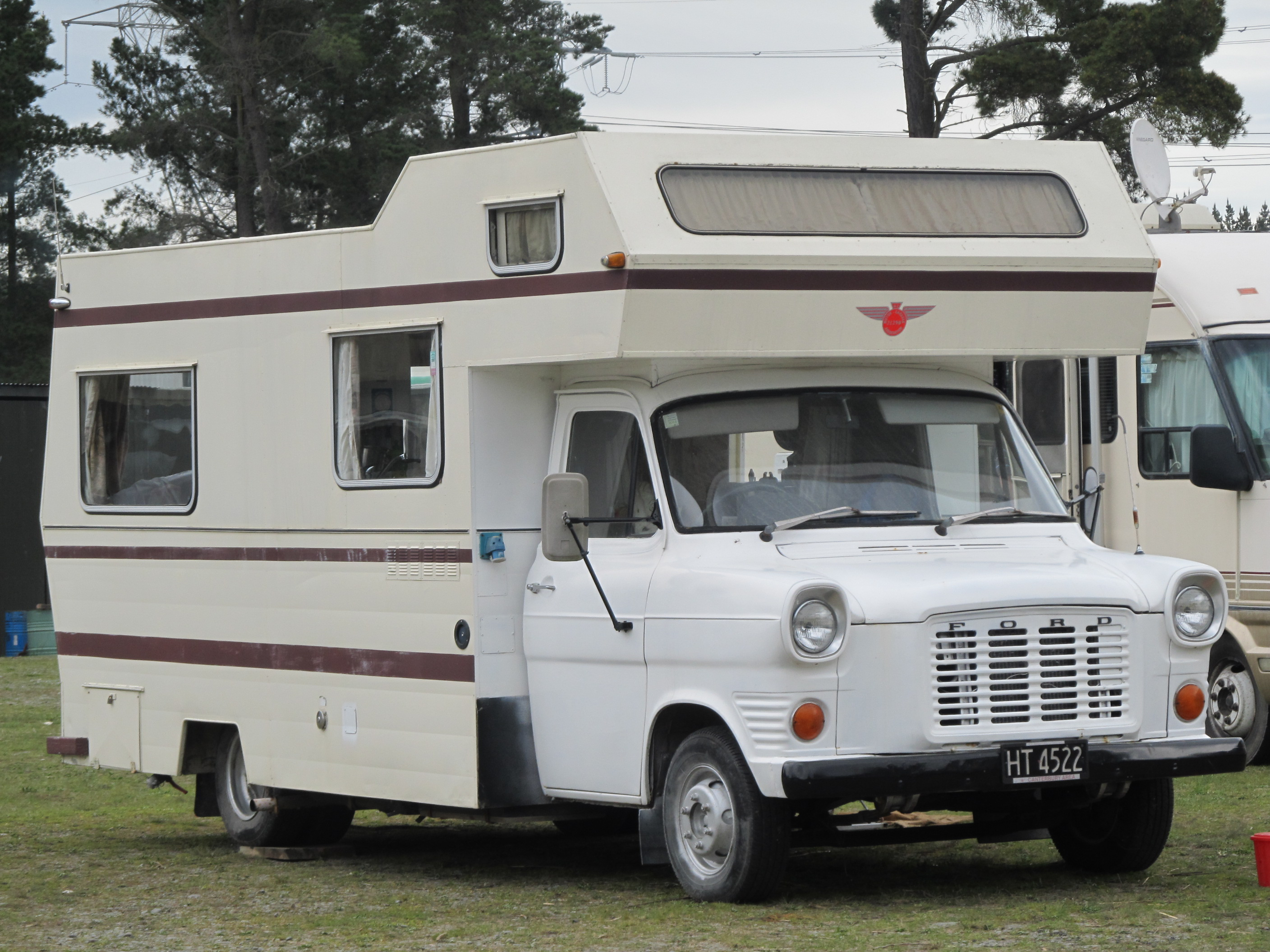

### Facelift (1977 - 1986)
In augustus 1977 debuteerde een faceliftversie. Deze facelift was zo groot, dat Ford zelf sprak van de Transit Mark II. De facelift had een langere neus met meer ruimte voor nieuwe, grotere motoren. De styling van de neus werd in lijn gebracht met de rest van Fords gamma, met onder meer: vierkante lichtunits en een zwarte grille met lamellen. De achterkant bleef ongewijzigd. Het spartaans aandoende metalen dashboard uit de Mark I werd vervangen door een kunststof versie met het instrumentarium en de versnellingspook uit de Ford Taunus/Cortina Mk.4.
De Mark II was beschikbaar in zes versies: gesloten enkele cabine, combi, chassis cabine, pakketjesbus en crewbus. Deze waren allemaal verkrijgbaar met een korte (2690 mm) en een lange wielbasis (3000 mm). Door deze verschillende versies, wielbases en motoren, was de Transit enorm aanpasbaar. Dit gaf de zakelijke sector veel flexibiliteit en maakte de Transit populair.
In 1981 werd op het Europese vasteland de Transit Clubmobil geïntroduceerd door camperbouwer Hymer. Deze had een 1,6 / 2,0 OHC motor en een aangepast interieur met stof bekleedde 'captain seats', vloerbedekking, sportief stuurwiel, 14 inch aluminium velgen, verstelbare stoelen, bagage box, voorste spoiler, getint glas, stuurbekrachtiging, reservewielhouder en een ladder aan de achterdeur. In drie jaar tijd werden er 150 geproduceerd.
Aan het eind van 1982 werd een vierwielaangedreven versie toegevoegd aan het gamma. Deze werd in eerste instantie alleen geproduceerd voor de Duitse markt. De wagen was ontwikkeld in samenspraak met een Ford-dealer in Stuttgart. Later werd deze Transit ook op andere markten aangeboden.

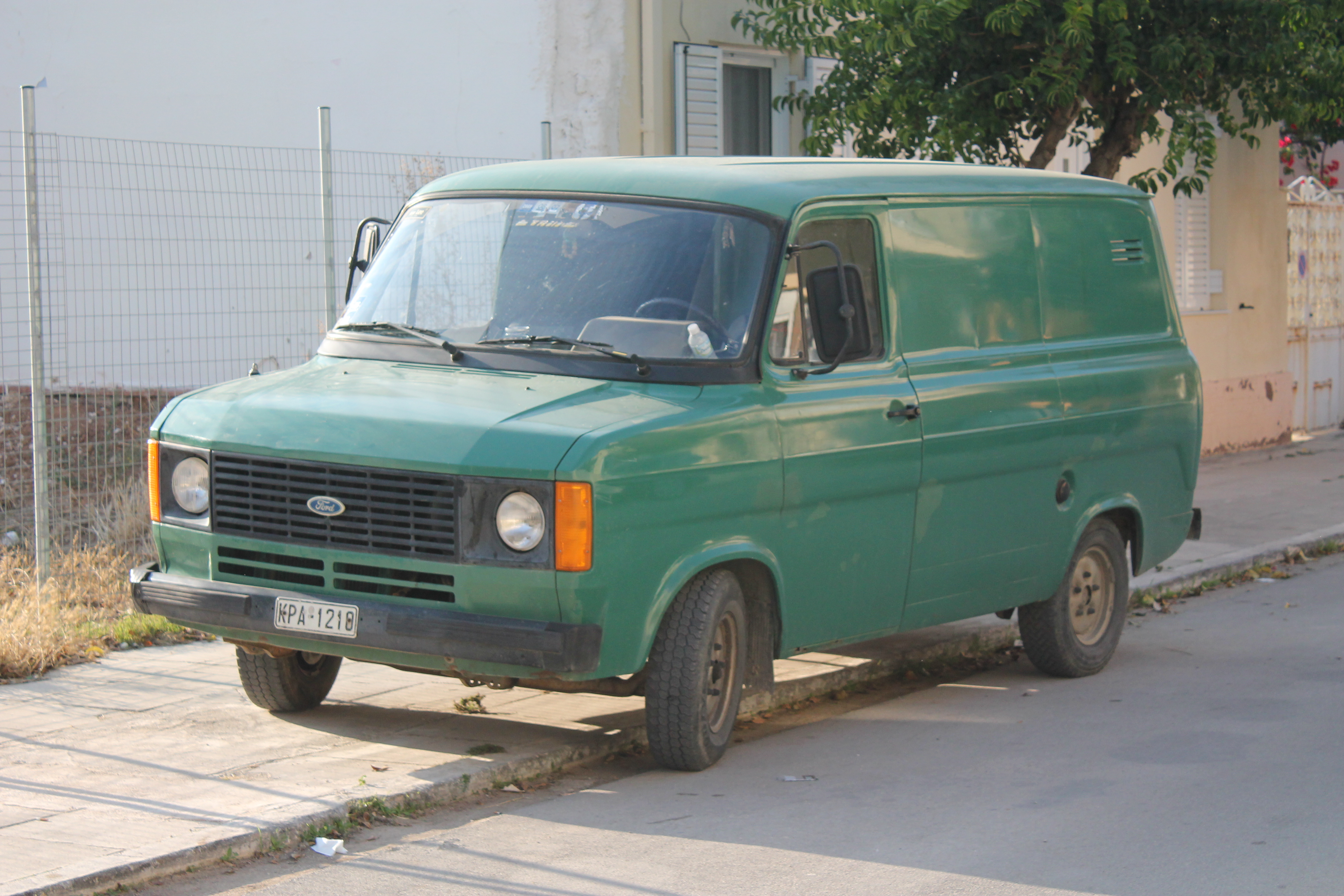
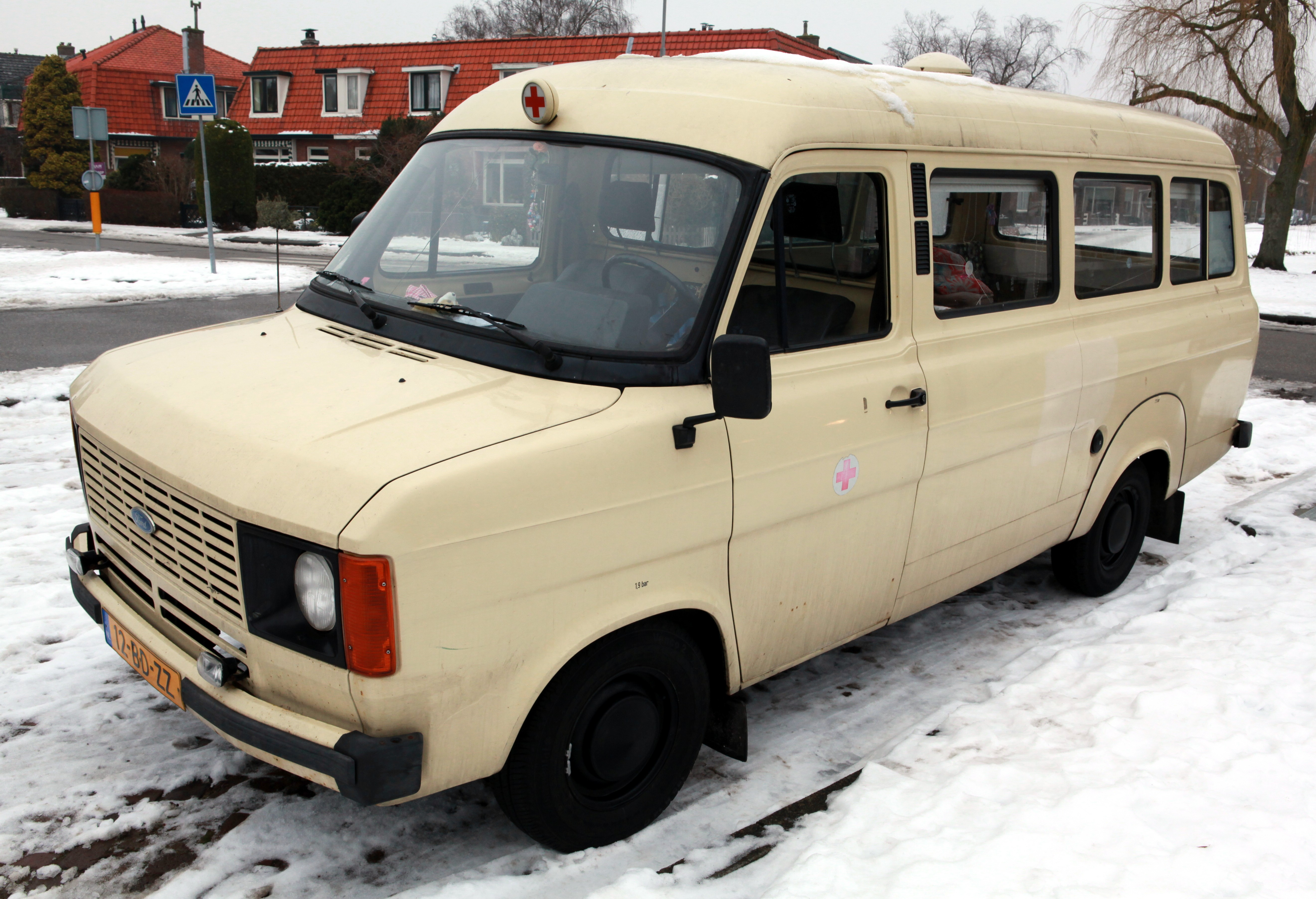
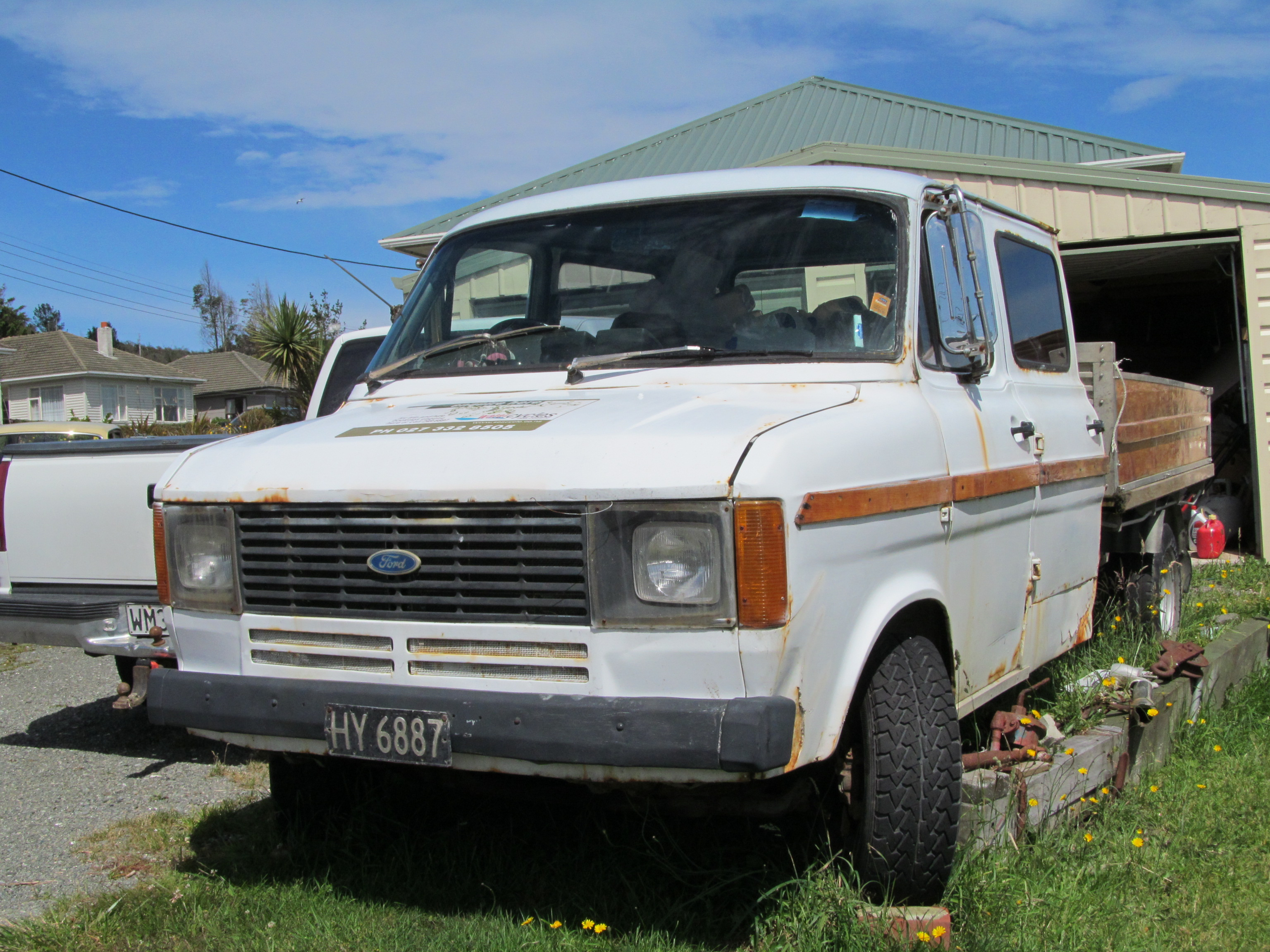

## Tweede generatie (1986 - 2003)

### Pre-facelift (1986 - 1995)
De tweede generatie, met codenaam VE6 verscheen in januari 1986 en was opvallend door zijn "one box" design (d.w.z. voorruit en motorkap liggen bijna onder dezelfde hoek). De ophanging was volledig onafhankelijk op de versie met korte wielbasis. De reeks leverbare motoren werd bijna onveranderd overgenomen uit de vorige generatie.
Een kleine facelift volgde in 1992. Hierbij kreeg de gehele range onafhankelijke ophanging voor. Daarnaast werd de bodem aangepakt, zodat de versies met lange wielbasis ook leverbaar waren met enkele wielen achter, in plaats van standaard dubbele wielen. Verder werd het toegestane laadgewicht verhoogd. Deze modellen waren herkenbaar aan de ietwat afgeronde koplampen.
Deze versie van de Transit werd in Australië pas verkocht vanaf 1994, na 13 jaar totale afwezigheid op deze markt.

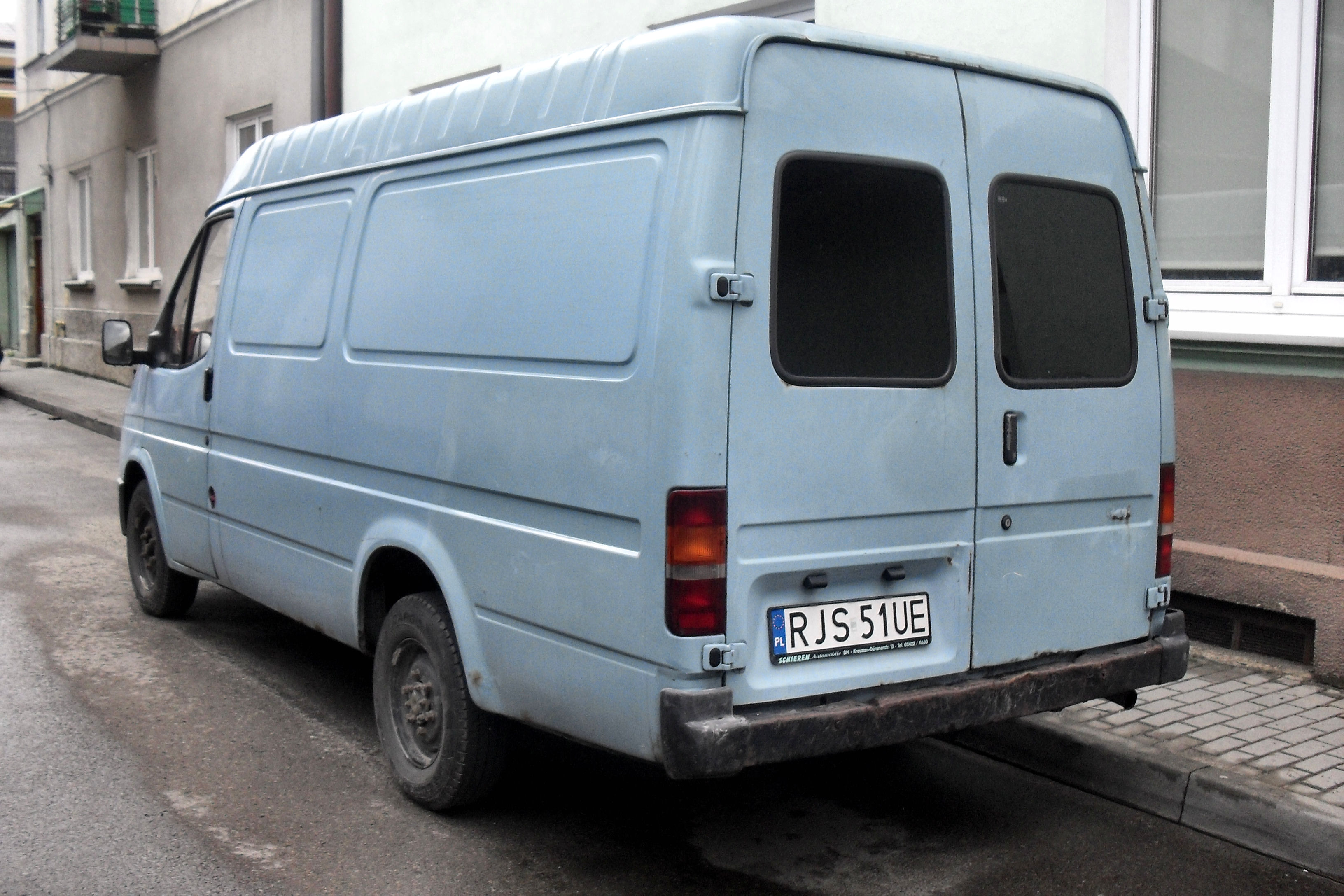
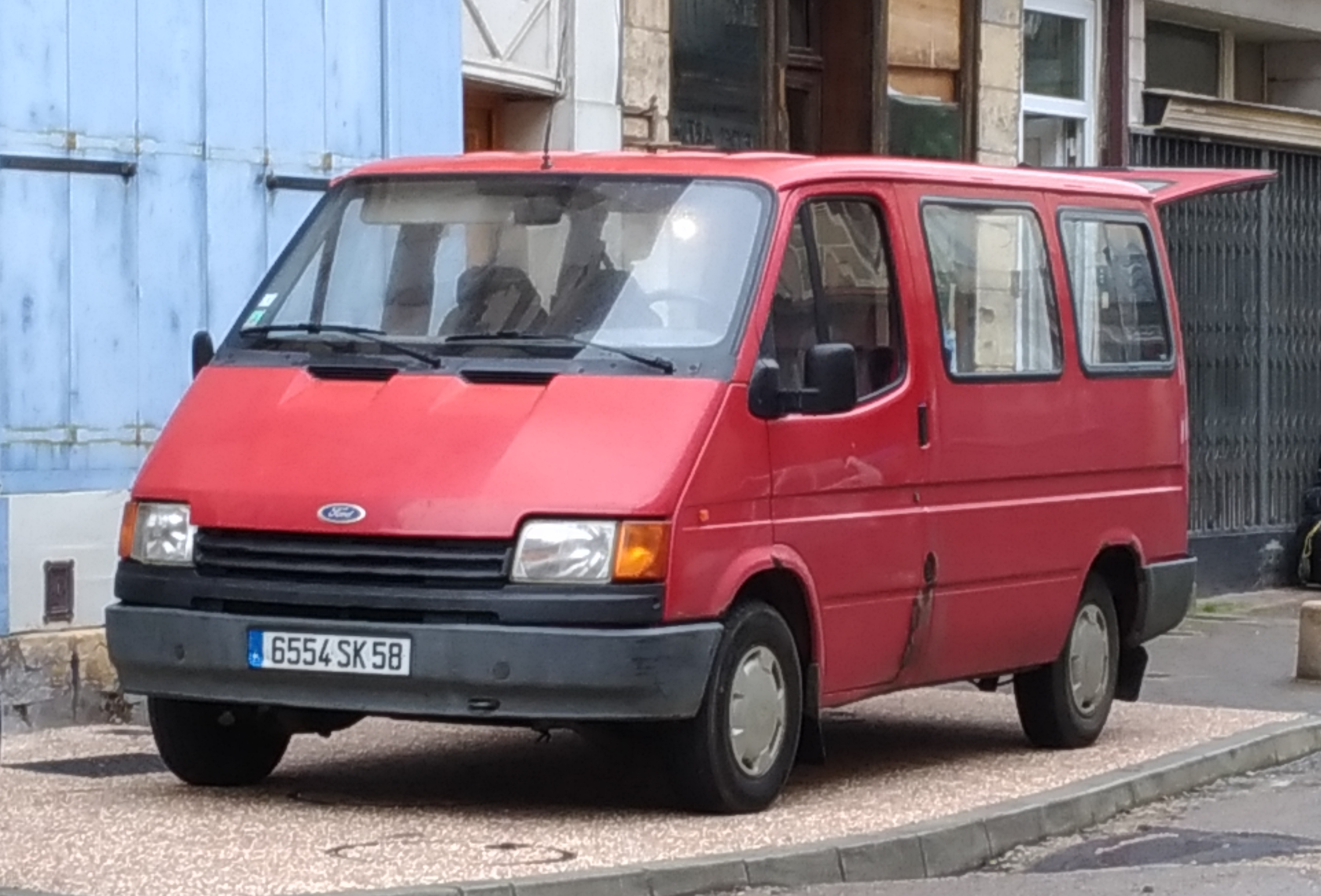
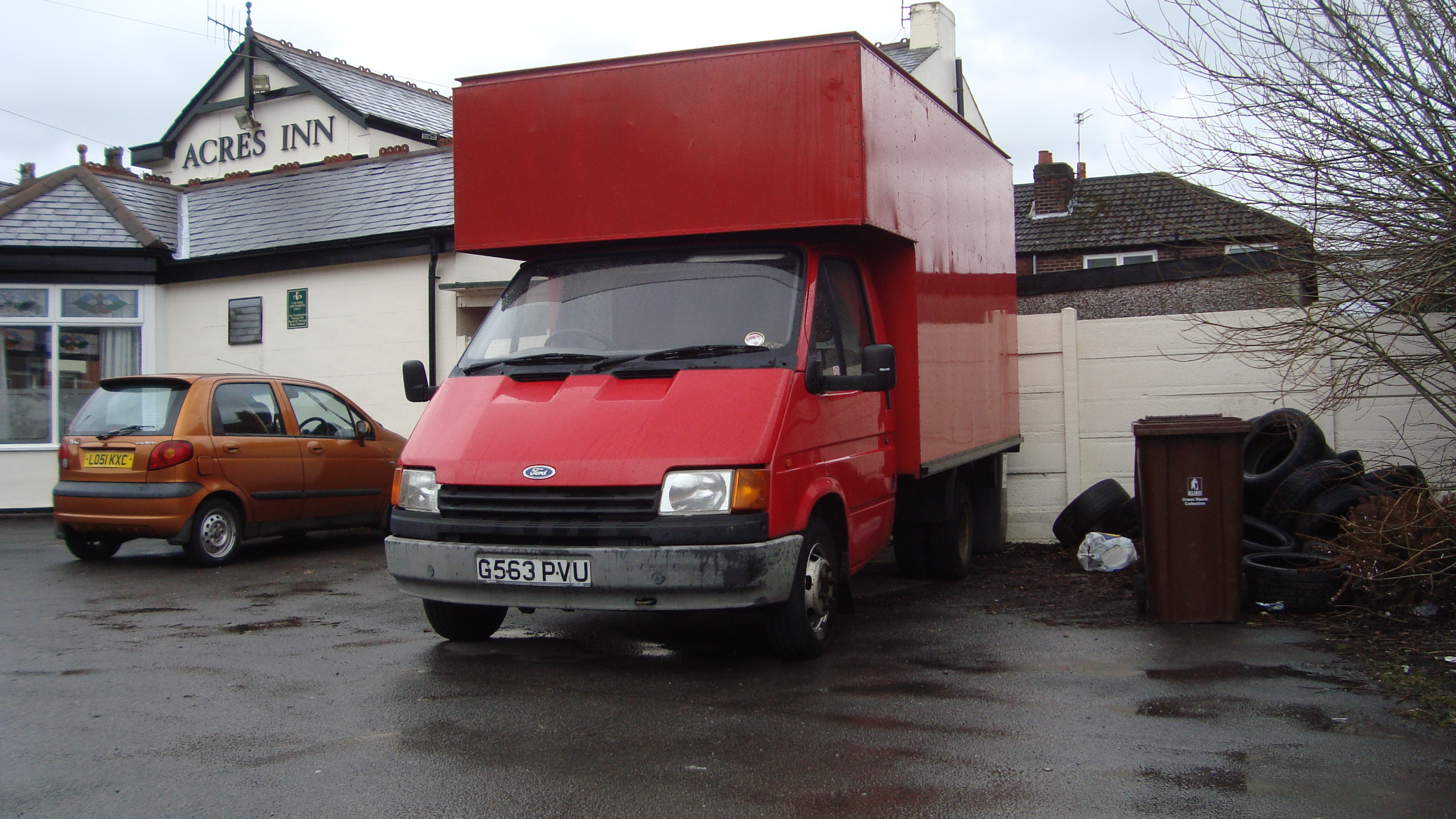
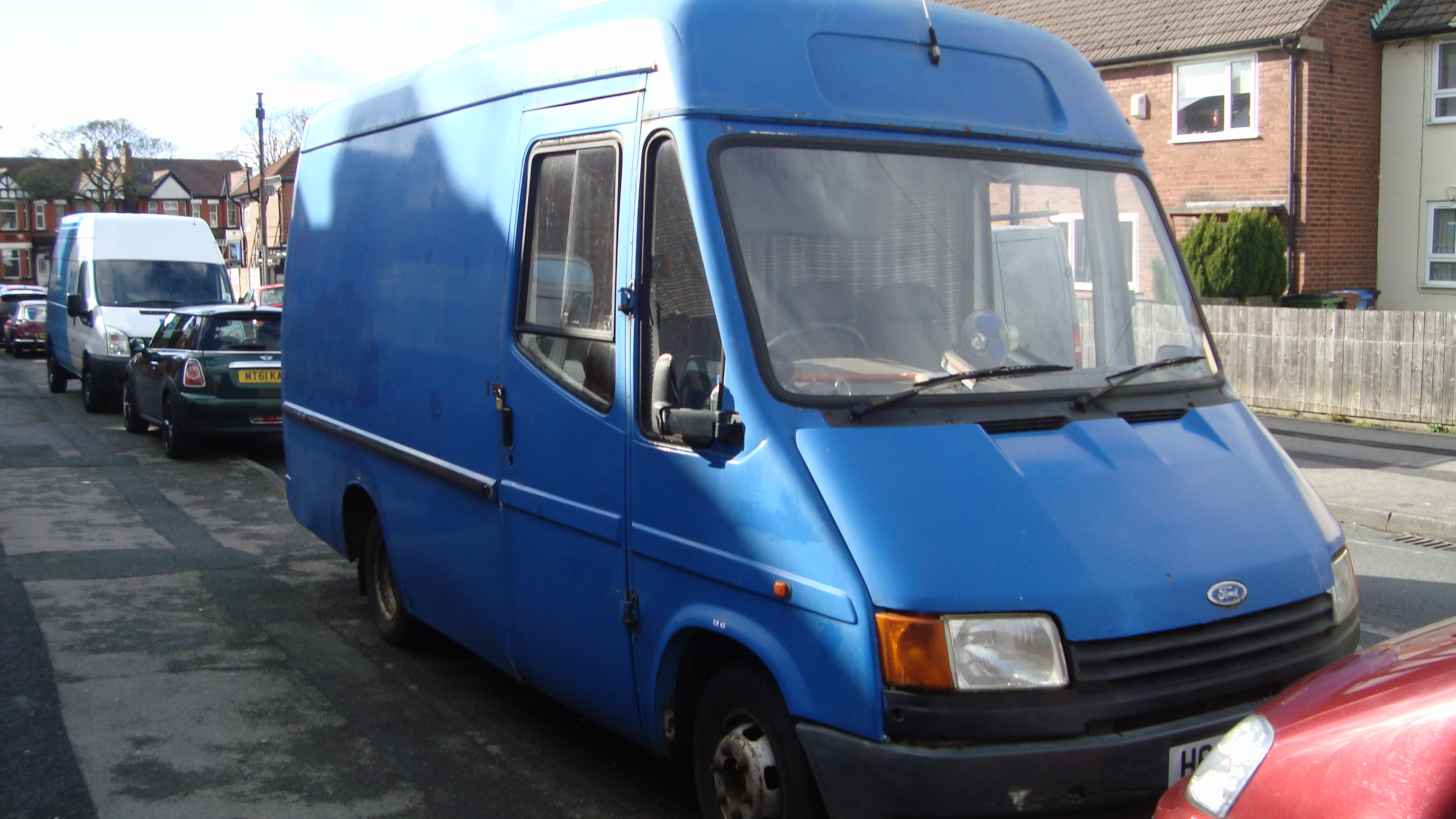

### Facelift (1995 - 2003)

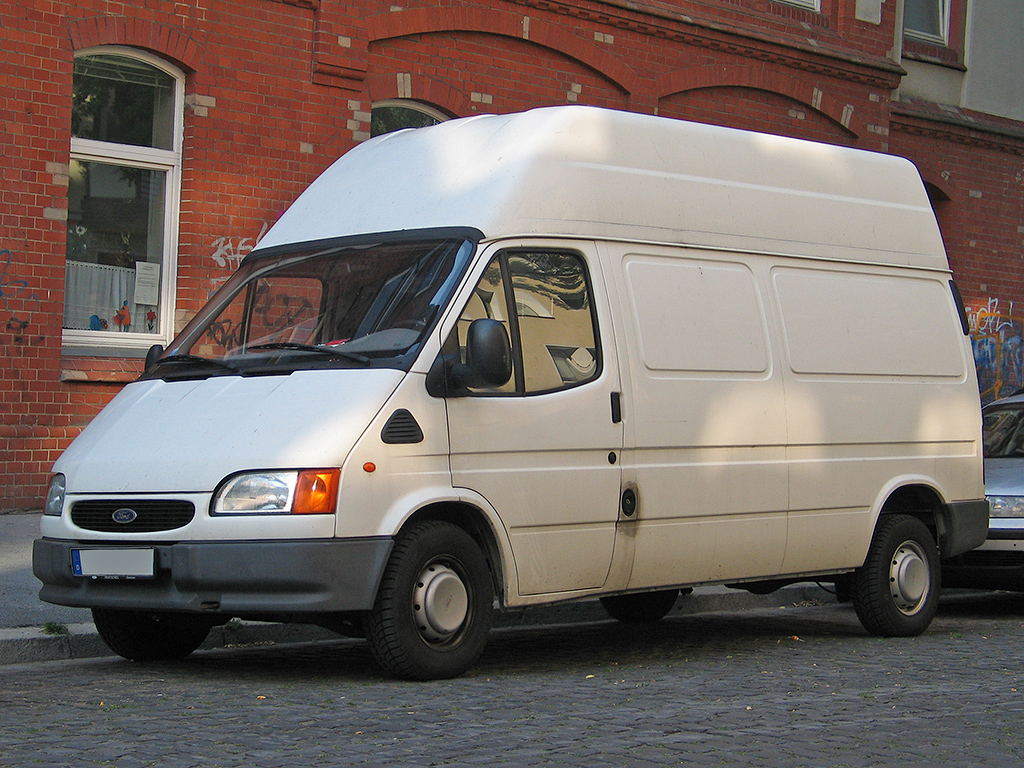
1995–2003 Ford Transit (tweede grote facelift)

Een grote facelift vond plaats eind 1994. Dit bracht voor de Transit een nieuwe neus en een nieuw dashboard. Daarnaast kwam een nieuwe 2,0 liter motor, die tussen 1993 en 1998 ook in de Ford Scorpio te vinden was. Verder werden opties toegevoegd, zoals airconditioning, elektrische ramen, centrale vergrendeling, elektrisch verstelbare spiegels en airbags.
Voor de dertigste verjaardag van de Transit kwam Ford met een limited edition, de Transit Hallmark. Van deze versie werden er 600 gemaakt, verkrijgbaar in drie kleuren. Van elke kleur werden 200 stuks gemaakt.
Deze faceliftversie met codenaam VE83 was leverbaar tot 2000. In Vietnam werd deze versie tot 2003 gebouwd, waarna deze werd vervangen door de nieuwe generatie.

## Derde generatie (2000 - 2014)
Deze generatie, geïntroduceerd in 2000 was het derde geheel nieuwe design van de Transit. Een deel van de styling kwam voort uit Ford's "New Edge" design. Dit design werd ook gebruikt voor de Focus en de Ka. De derde generatie werd ontwikkeld in de Verenigde Staten en was verkrijgbaar als voor- en achterwiel aangedreven versie. De achterwiel aangedreven versie kreeg de code V184, de voorwiel aangedreven versie V185. De turbodiesel motoren die in de Transit verkrijgbaar waren, werden ook gebruikt in de Mondeo en de Jaguar X-type.
Deze Transit won de titel "Bestelauto van het Jaar" in 2001.
De Durashift EST automatische transmissie (optioneel op alle achterwiel aangedreven modellen) had zijn bediening gemonteerd op het dashboard. Deze beschikte over een manuele functie, een functie voor het trekken van karren, een functie voor economisch rijden en een winter functie.
Productie van de wagen begon in de nieuwe fabriek van Ford in Kocaeli, Turkije. Dit betekende het einde van de productie in Genk, waar de Transit vanaf 1965 werd geproduceerd. De start van de productie viel samen met de productie van de nieuwe Ford Transit Connect (ook geproduceerd in Turkije). Dit is een kleinere bestelwagen, gebaseerd op het C170 (Focus) platform. Dit platform verving het oudere platform waar de Escort en de Fiesta op stonden. Anders dan de naam doet vermoeden, heeft de Connect geen enkele connectie met de full-size Transit.
In 2003 werd de Transit voorzien van een nieuw instrumentarium met digitale kilometerteller.
De vijf miljoenste Transit rolde van de band op maandag 18 juli 2005 in Southampton
en werd gedoneerd aan een Engels goed doel.

### Facelift (2006 - 2013)
Een flinke facelift van de carrosserie volgde in augustus 2006. Hierbij werd een nieuw front geïntroduceerd en kreeg de Transit andere achterlichten. Ook kreeg de Transit een nieuw interieur met een versnellingspook op het dashboard en een nieuwe radio. Naast veranderingen in de styling, werd ook de aandrijflijn herzien. De oude benzinemotor werd vervangen door die uit de Ford Ranger, de inhoud van de voorwielaangedreven diesel werd vergroot van 2,0 naar 2,2 liter en alle dieselversies kregen een hoge druk commonrail systeem (TDCI). De aandrijflijn werd herzien om tegemoet te komen aan de nieuwe emissienormen.
De faceliftversie werd in 2007 uitgeroepen tot Bestelauto van het Jaar, ondanks alle nieuwe concurrerende modellen die dat jaar op de markt kwamen. In 2007 verving de Transit in Mexico het model Ford Freestar en kreeg hierbij ook voor het eerst een vijfcilinder motor.
Halverwege 2006 werd de "Sport Van" in productie genomen. In deze versie lag een 130 pk (96 kW) sterke motor en werd gestyled met Le Mans striping en 18 inch aluminium velgen. Aan het eind van 2007 werd de motor vervangen door een 140 pk (103 kW) sterke motor met een zesversnellingsbak.
Deze zesversnellingsbak werd eind 2008 ook geïntroduceerd in de wat milder gemotoriseerde versies van de Transit, toen de 100 pk (81 kW) motor werd geüpgraded naar 115 pk (85 kW).

### XXL
Om de prijs "Bestelauto van het jaar 2007" te vieren, bouwde Ford een verlengde versie, de Transit XXL. Het is een uniek model en tevens de duurste Transit ooit gemaakt.

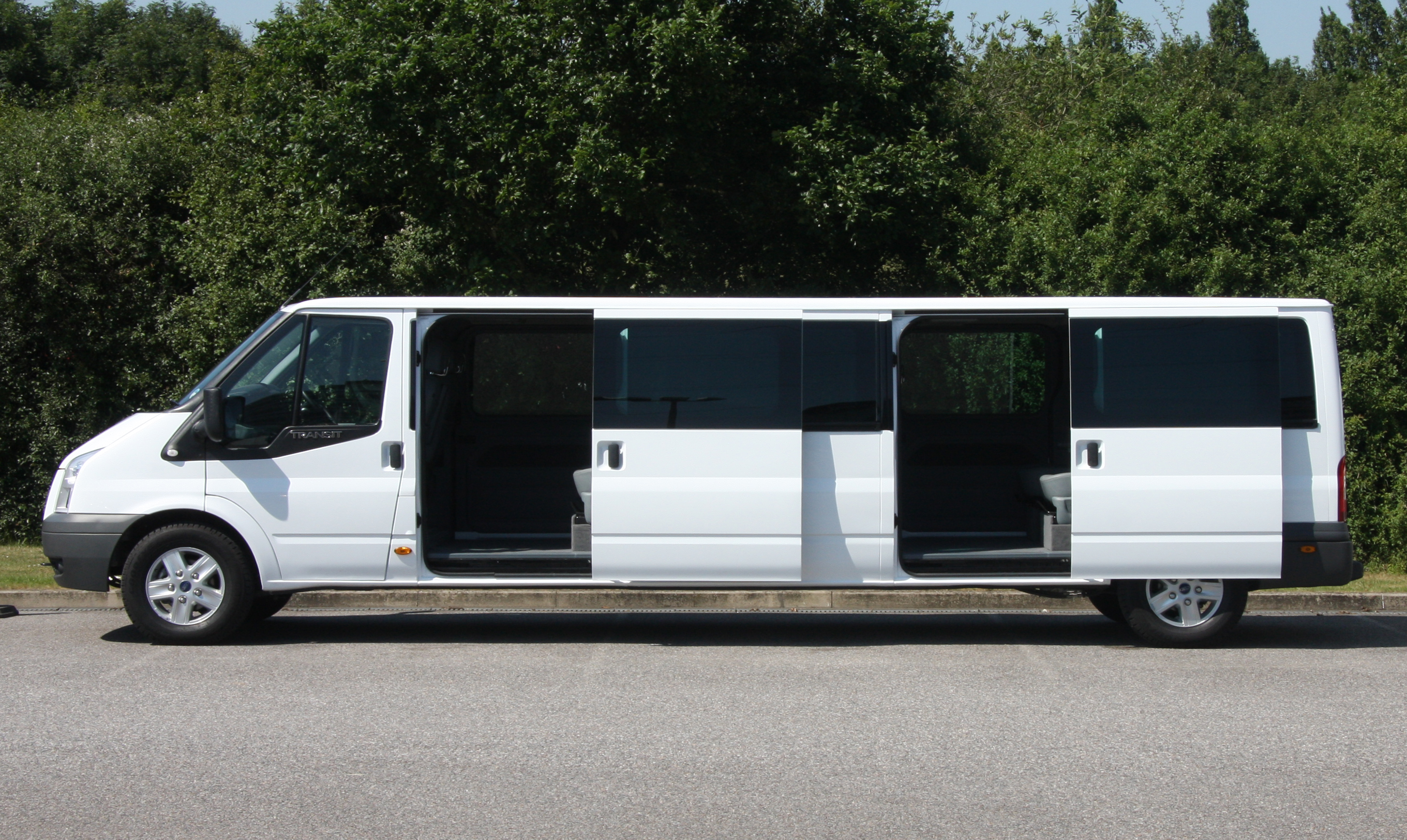

## Vierde generatie (2013-heden)
De introductie van de vierde generatie markeert een deling in de modellijn van de Transit. De middelgrote modellen die tot dan toe voorwielaangedreven zijn, worden omgedoopt tot Ford Transit Custom. Dit model moet concurreren met de Mercedes-Benz Vito/Viano en de Volkswagen Transporter. Dit middelgrote model wordt niet verkocht in de Verenigde Staten. De grotere Ford Transit wel; deze vervangt de sinds 1965 geproduceerde E-serie.